# Palpita lobisignalis
Palpita lobisignalis là một loài bướm đêm trong họ Crambidae.